# Trusted Network Connect
Il Trusted Network Connect è un'architettura di rete aperta e non proprietaria basata sul protocollo AAA definita secondo le specifiche pubblicate dal Trusted Computing Group. Il Trusted Network Connect è compatibile con diversi protocolli di rete, tra cui 802.1x per le reti wireless, VPN per le reti private, RADIUS e DIAMETER per la sicurezza. Per garantire l'anonimità del processo, è possibile utilizzare il protocollo di Direct Anonymous Attestation implementato attraverso Trusted Platform Module.  L'esercito americano userà il protocollo Trusted Network Connect per implementarlo nelle proprie reti informatiche; la National Security Agency stessa ha partecipato alla definizione delle sue specifiche.